# نعيم تيربونجا
نعيم تيربونجا (بالسويدية: Naim Terbunja)‏ (مواليد 28 سبتمبر 1984) هو ملاكم سويدي، مثّل بلاده في الألعاب الأولمبية الصيفية 2008.

## روابط خارجية
نعيم تيربونجا على موقع بوكس ريك (الإنجليزية) (registration required)
- نعيم تيربونجا على موقع أوليمبيديا (الإنجليزية)
- نعيم تيربونجا على موقع اللجنة الأولمبية السويدية (السويدية)